# Filip Stevanović
Filip Stevanović, né le 25 septembre 2002 à Užice en Serbie, est un footballeur serbe qui joue au poste d'ailier gauche au Lommel SK.

## Biographie

### Carrière en club

#### Partizan Belgrade
Né à Užice en Serbie, Filip Stevanović est formé par le FK Partizan Belgrade où il passe par toutes les catégories de jeunes. Considéré comme l'un des talents les plus prometteurs du Partizan, il intègre l'équipe professionnelle au début de la saison 2018-2019 et fait ses débuts à seulement 16 ans le 9 décembre 2018 contre le FK Rad Belgrade. Il entre en jeu lors de cette rencontre remportée par les siens sur le score de trois buts à zéro.
Il obtient une place régulière en équipe première lors de la saison 2019-2020, où il inscrit son premier but en professionnel, le 4 août 2019 face au FK Mačva Šabac, participant à la victoire de son équipe par quatre buts à zéro. Le 18 août suivant il inscrit son premier doublé, en championnat face au FK Rad Belgrade, permettant à son équipe de l'emporter (3-0). Ses débuts impressionnent pour son jeune âge. En janvier 2020 est évoqué un intérêt de l'OGC Nice pour le joueur. Une rumeur que Stevanović confirme mais il ne quitte finalement pas son club lors du mercato hivernal. Ses performances attirent également le regard de plusieurs formations de Bundesliga et de Premier League.
Stevanović est pressenti pour quitter le club à l'été 2020, son entraîneur Savo Milošević affirmant que de grands clubs européens le suivent et ont déjà fait des offres pour le joueur. Le jeune attaquant débute toutefois la saison 2020-2021 avec son club formateur. En novembre il est annoncé que le joueur rejoindrait Manchester City en janvier 2021. Il est toutefois prêté jusqu'à la fin de la saison à son club formateur.

#### Prêts
Le 9 juillet 2021, Filip Stevanović est prêté pour deux saisons au SC Heerenveen,.
Le 1er septembre 2022, Filip Stevanović est prêté au CD Santa Clara pour une saison.
Filip Stevanović est de nouveau prêté par Manchester City pour la saison 2023-2024, cette fois-ci au RKC Waalwijk, aux Pays-Bas. Le transfert est annoncé le 8 août 2023.
Stevanović marque son premier but pour Waalwijk dès sa deuxième apparition, le 24 septembre 2023, contre le FC Twente en championnat. Titulaire, il donne la victoire à son équipe en étant l'unique buteur de la partie, et donne la première défaite de la saison à Twente,.

### En sélection
Filip Stevanović est surclassé en équipe de jeunes de Serbie, où il est convoqué avec l'équipe de Serbie espoirs en septembre 2019 alors qu'il n'a pas encore 17 ans. Il figure sur le banc des remplaçants le 10 septembre 2019 face à la Lettonie mais n'entre pas en jeu.
Le 8 octobre 2019 il joue son premier match avec l'équipe de Serbie des moins de 19 ans contre la Roumanie. Il se distingue en délivrant une passe décisive pour Lazar Pavlović sur le seul but des siens et son équipe fait finalement match nul (1-1).

## Statistiques
| Saison                | Club                  | Championnat           | Championnat | Championnat | Coupe(s) nationale(s) | Coupe(s) nationale(s) | Compétition(s) continentale(s) | Compétition(s) continentale(s) | Compétition(s) continentale(s) | Total | Total |
| Saison                | Club                  | Division              | M.          | B.          | M.                    | B.                    | Comp.                          | M.                             | B.                             | M.    | B.    |
| 2018-2019             | FK Partizan Belgrade  | SuperLiga             | 4           | 0           | -                     | -                     | -                              | -                              | -                              | 4     | 0     |
| 2019-2020             | FK Partizan Belgrade  | SuperLiga             | 25          | 7           | 3                     | 1                     | C3                             | 7                              | 1                              | 35    | 9     |
| 2020-2021             | FK Partizan Belgrade  | SuperLiga             | 27          | 4           | 3                     | 0                     | C3                             | 3                              | 0                              | 33    | 4     |
| Sous-total            | Sous-total            | Sous-total            | 56          | 11          | 6                     | 1                     | -                              | 10                             | 1                              | 72    | 13    |
| 2021-2022             | SC Heerenveen         | Eredivisie            | 6           | 0           | -                     | -                     | -                              | -                              | -                              | 6     | 0     |
| Sous-total            | Sous-total            | Sous-total            | 6           | 0           | -                     | -                     | -                              | -                              | -                              | 6     | 0     |
| Total sur la carrière | Total sur la carrière | Total sur la carrière | 62          | 11          | 6                     | 1                     | -                              | 10                             | 1                              | 78    | 13    |

## Palmarès
FK Partizan Belgrade
- Coupe de Serbie de football
  - Finaliste en 2020